# Dichotomius fortestriatus
Dichotomius fortestriatus es una especie de escarabajo coprófago del género Dichotomius, subfamilia, Scarabaeinae, orden Coleoptera. Fue descrita por Luederwaldt en 1923.

## Distribución
Especie originaria del Neotrópico. Se distribuye por Brasil y Colombia.

## Sinonimia
- Pinotus fortestriatus Luederwaldt, 1923.[2]